# شیمی سوپرامولکولی
شیمی فرامولکولی یا شیمی سوپرامولکولی (به انگلیسی: Supramolecular chemistry) (یا شیمی فرامولکولی)، شاخه‌ای از دانش شیمی است که سیستم‌های شیمیایی را در تعداد زیادی از مولکولهای یک ماده را مورد بررسی قرار داده و همچنین به مطالعه نیروهای بین مولکولی می‌پردازد و در سال ۱۸۷۳ توسط یوهان دیدریک وان در والس پیشنهاد شد.
این شاخه از دانش همچنین با نام‌های شیمی سوپرمولکولی یا شیمی فرامولکولی نیز شناخته می‌گردد. این بخش بر گستره شیمی فراتر از مولکول تمرکز می‌کند. نیروهایی که فضا را سامان دهی می‌کنند ممکن است از ضعیف (نیروهای بین مولکولی الکترو استاتیک یا پیوند هیدروژنی) به نیروهای قوی (پیوند کوالانسی) تغییر کنند، که میزان جفت شدگی الکترونیکی بین اجزای مولکولی باقی مانده کوچک رابه پارامترهای انرژی اجزاء مرتبط فراهم می‌کند. درحالی که شیمی سنتی بر روی پیوند کوالانسی متمرکز است، شیمی سوپرامولکول برهمکنش‌های غیر کووالانسی برگشت‌پذیر و ضعیف را بین مولکول‌ها بررسی می‌کند. این نیروها شامل پیوند هیدروژنی، کئوردیناسیون فلزی، نیروهای چربی دوست، نیروهای وان دروالس، برهمکنش‌های و اثرات الکتروستاتیک است. مفاهیم مهم که توسط شیمی سوپرامولکول نشان داده شده است عبارتند از مونتاژ خودمولکولی، تاشو، تشخیص مولکولی شیمی میزبان –میهمان، ساختار مولکولی در هم قفل- مکانیکی وشیمی کووالانسی پویا. مطالعه برهمکنش‌های غیرکووالانسی برای درک بسیاری از فرایندهای زیستی مهم است که به این نیروها برای ساختار و عملکرد وابسته هستند. سیستم‌های زیستی اغلب الهام بخش تحقیقات سوپرامولکول هستند.
مونتاژ خود مولکولی، تاشو، تشخیص مولکولی شیمی میزبان - مهمان، معماری مولکولی در هم قفل - مکانیکی و شیمی کوالانسی پویا از مفاهیم مهمی هستند که توسط شیمی فرا مولکول نشان داده شده‌اند.

## کاربردها

### علم مواد

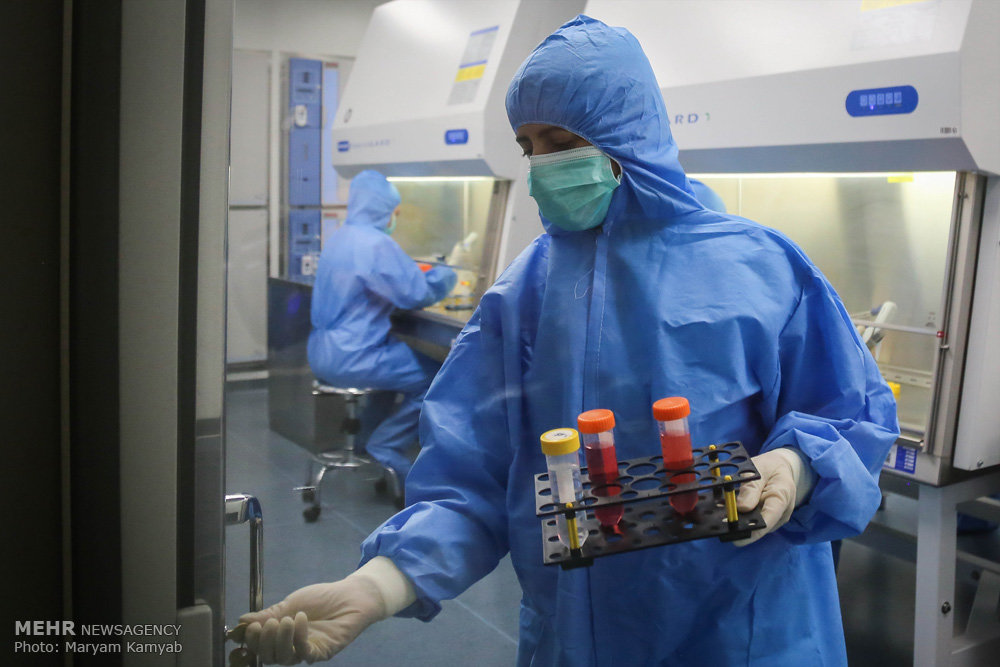
شیمی سوپرامولکولی کمک زیادی به پیشرفت صنعت داروسازی کرده است.

شیمی سوپرامولکولی کاربردهای بسیاری دارد، از جمله برای ساخت مواد جدید. هم چنین بسیاری از مواد هوشمند بر شناخت مولکولی پایه‌ریزی شده‌اند.
طراحی‌هایی که براساس شیمی سوپرا مولکولی انجام شده‌اند، باعث انجام برنامه‌های کاربردی بزرگی در ساخت بیومتریال و توسعه درمان‌شناسی شده‌اند.
مهم‌ترین کاربردهای این شاخه عبارتند از: ساخت مواد جدید، طراحی و ساخت کاتالیزگرها، داروسازی، کامپیوترهای DNA و ….

## تاریخچه

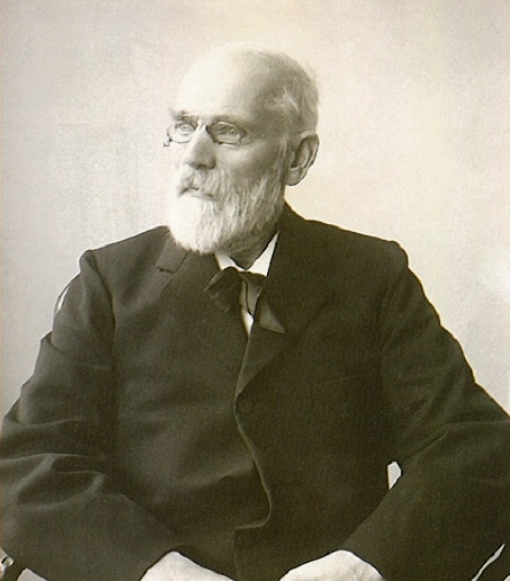
نیروهای بین مولکولی اولین بار توسط وان در والس پیشنهاد شدند.

نیروهای بین مولکولی اولین بار توسط یوهانس دیدرک وان دروالس در سال ۱۸۷۳ مطرح شد اما هرمان امیل فیشر، برنده جایزه نوبل، پایه‌های آن را توسعه داد. او پیشنهاد کرد که برهم کنش‌های بستر -آنزیم از قفل و کلید، از اصول اساسی تشخیص مولکولی و شیمی میزبان و مهمان گرفته شده است. در اوایل قرن بیستم، پیوندهای غیر کووالانسی به تدریج به‌طورتدریجی و با پیوند هیدروژنی که توسط لاتیمر و ردبوش در سال ۱۹۲۰ توصیف شد، درک شدند.
در دهه ۱۹۷۰, شیمی سوپرا مولکولی با محققانی مانند جیمز فریزر، توسعه ماشین‌آلات مولکولی و ساختارهای شخصی بسیار پیچیده، و ساخت حسگرها و روش‌های میانجی‌گری الکترونیک و زیستی پیچیده‌تر شد. در طول این مدت، اصول الکتروشیمیایی وفتوشیمیایی به منظور افزایش قابلیت، تحقیق در سیستم‌های تکرار خودکار ساختگی وکار بر روی دستگاه‌های پردازش اطلاعات مولکولی آغاز شدند. علم در حال ظهور فناوری نانو نیز تأثیر شدیدی بر این موضوع، با ساختن بلوکه‌ای ساختمانی در سیستم‌های مصنوعی نقش داشت.

## مکانیزم‌های پلیمریزاسیون سوپرا مولکولی
مکانیزم پلیمریزاسیون غیر کوالانسی در شیمی سوپرامولکولی به برهمکنش‌هایی که در فرایند خود تجمعی بازی می‌کند دارد.
برخلاف پیوندهای کوالانسی، بر همکنش‌های غیر کوالانسی به دما، غلظت و برخی اوقات به میزان پلیمریزاسیون وابسته‌اند.

## ایجادپلیمرهای سوپرامولکول
درشیمی ماکرومولکول واحدهای مونومری توسط پیوندهای کووالانسی در کنار یکدیگر نگه داشته می‌شوند. درسال۱۹۹۰ ژان ماری لن یک ناحیه جدید در زمینه شیمی پلیمر توسط ایجاد پلیمری که در ان واحدهای مونومری توسط پیوندهیدروژنی در کناریکدیگر نگه داشته می‌شوند معرفی کرد که به یک پلیمر سوپرامولکول کریستال مایع منتهی شد. این آغاز زمینه شیمی پلیمرسوپرامولکول بود. مواد با برهمکنش‌های برگشت پذیرایجاد شد و در نتیجه فرصت تولید مواد با خواصی که غیرممکن یا رسیدن به ان سخت است را معرفی کرد.
با الهام از این کار گریفین و همکارانش پلیمرهای سوپرامولکول زنجیره اصلی برپایه پیوند هیدروژنی پیریدین/بنزوئیک اسید را توسعه دادند همچنین پلیمرهای سوپرامولکول کریستال مایع را به دست آوردند. ما پلیمرهای سوپرامولکول را به این صورت تعریف می‌کنیم: ارایه‌های پلیمری واحدهای مونومری که کنار یکدیگر آورده می‌شوند توسط برهمکنش‌های برگشت‌پذیر وبسیار جهت دار ثانویه به خواص پلیمری در محلول‌های رقیق وغلیظ و همچنین در حالت توده منجر می‌شود.
واحدهای مونومری پلیمرهای سوپرامولکول خودشان دارای تکرارقطعات شیمیایی نیستند. جهت و قدرت پیوند سوپرامولکول ویژگی‌های مهم این سیستم‌ها هستند که می‌توان به عنوان پلیمر و رفتارشان برطبق تئوری‌های که به خوبی تثبیت شده برای فیزیک پلیمرها در نظر گرفت.
درگذشته عبارت پلیمرهای زنده برای این نوع پلیمراستفاده می‌شد. به هرحال برای جلوگیری از سردرگمی با زمینه پلیمریزاسیون زنده ما ترجیح می‌دهیم از عبارت پلیمرهای سوپرامولکول استفاده کنیم.

## دیدگاه آینده

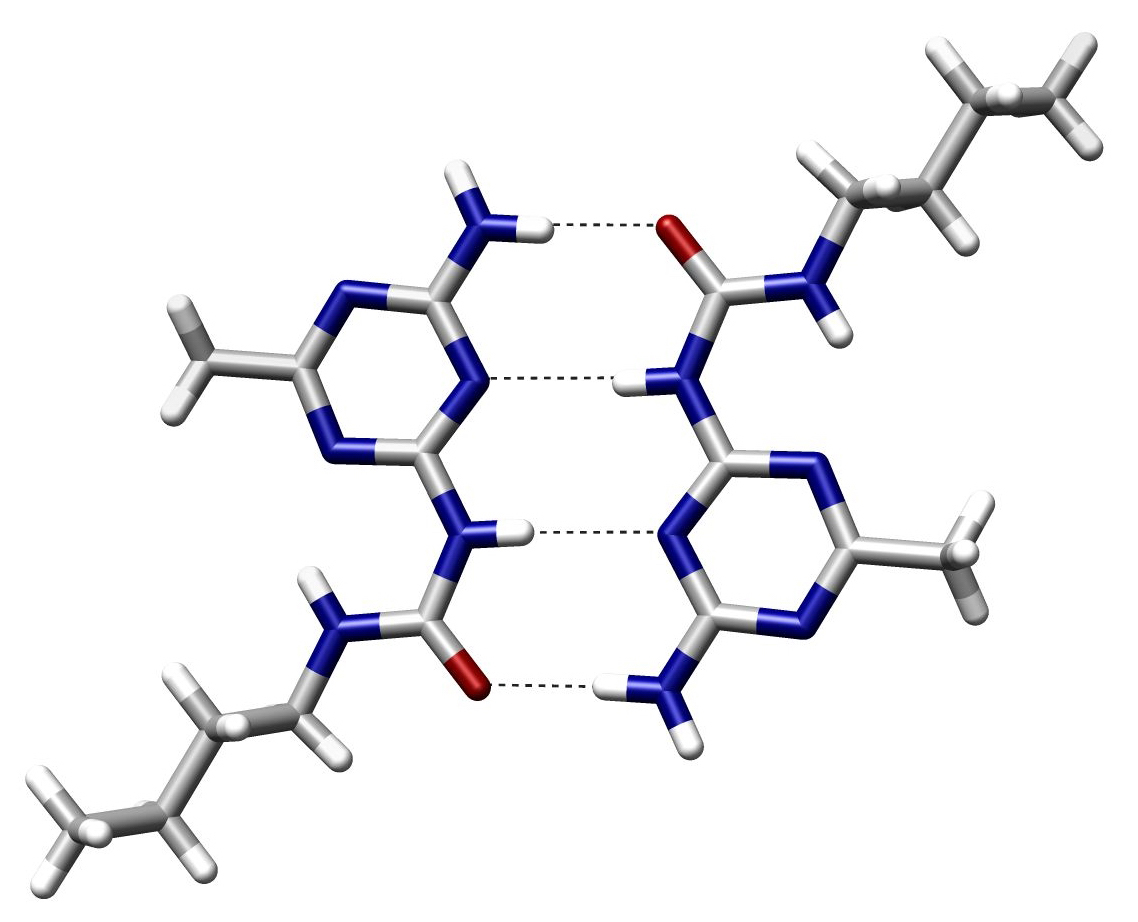
شیمی سوپرامولکولی

پیشرفت در زمینه‌های شیمی پلیمر و آلی، سنتز پلیمر و مونو مرهای پیچیده را قادر ساخته است. دانش ما در زمینه شیمی سوپرا مولکول کنترل بر روی سیستم‌های خود تجمعی را افزایش می‌دهد و راه را برای ایجاد مواد سوپرا مولکول بر اساس برهمکنش‌های غیر کووالانسی باز می‌کند. در دهه‌های گذشته، پیوند هیدروژنی به اثبات رسانده است که یک کاندیدای مناسب به حساب می‌آید. با افزایش دانش ما دربارهٔ اصول پیوند هیدروژنی و رفتار خود تجمعی آن‌ها در محلول و در حالت جامد کشف سنتز سیستم‌های چند جزئی سوپرا مولکول با شکل‌های عمده سوپرا مولکول مختلف در سال‌های اخیر آغاز شد.
با استفاده از پیوند هیدروژنی خالص، سیستم‌های چند جزئی نتایج امیدوارکننده ای نشان دادند به عنوان مثال کوپلیمرهای دسته ای سوپرا مولکول و مواد زیستی زیست فعال.
در حال حاضر زمان به دست آوردن ساختارهای مولکولی خوب همچون ساختار سوپرا مولکول توسط ترکیب دانش گسترده در شیمی پلیمر سنتی با دانش فعلی شیمی سوپرا مولکول است. مرحله بعدی در توسعه پیوند هیدروژنی در شیمی پلیمر سوپرا مولکول به دست آوردن کنترل بر روی خود تجمعی است که با استفاده از گروه‌های حفاظتی سوپرا مولکول یا با روشن خاموش کردن پلیمریزاسیون سوپرا مولکول توسط تغییر موتیف‌های پیوند هیدروژنی بدست می‌آید.
این امر می‌تواند یک گام به سمت مواد با خواص خوب باشد. به عنوان یک مثال ما دانش علم پلیمر و شیمی سوپرامولکول را برای به دست آوردن نانو ذرات سوپرا مولکول بر اساس پیوند هیدروژنی ترکیب کردیم. با استفاده از شیمی پلیمر پلیمرهای کووالانسی با توزیع وزن مولکولی باریک سنتز شدکه متحمل بخش‌های کوچکی از گروه‌های UPy محافظ کووالانسیبر روی زنجیره‌های جانبی شان می‌شود. پس از حفاظت زدایی توسط نور UV، موتیف UPy روشن می‌شود و سوپرا مولکول کراسلینک شده توسط پیوند هیدروژنی UPy بدست می‌آید. با استفاده از شرایط رقیق، نانوذرات سوپرا مولکول تک زنجیره بدست می‌آید که شبیه به پروتئین‌های تا شده سوپرا مولکول است. این می‌تواند اولین قدم به سوی پروتئین‌های مصنوعی و آنزیم‌ها باشد و امکانات بی شمار برای پلیمر سوپرا مولکول را نشان می‌دهد. علاوه بر این، دمای فیلم این نانو ذرات بالا می‌رود، پیوندهای هیدروژنی بین مولکولی تشکیل می‌شوند و سیستم تبدیل به یک شبکه پیوند هیدروژنی سه بعدی می‌شود؛ بنابراین پتانسیل کامل برهمکنش‌های برگشت‌پذیر سوپرا مولکول‌ها در فرایند مواد به کار می‌رود.